# Cairate
Cairate ist eine italienische Gemeinde (comune) in der Provinz Varese in der Region Lombardei.

## Geographie
Die Gemeinde liegt etwa 14 Kilometer südsüdöstlich von Varese am Zusammenfluss von Tenore und Olona. Cairate grenzt unmittelbar an die Provinz Como. Die bedeckt eine Fläche von 11,31 km². Zu Cairate gehören die Fraktionen Bolladello und Peveranza. Die Nachbargemeinden sind: Carnago, Cassano Magnago, Castelseprio, Fagnano Olona, Locate Varesino (CO), Lonate Ceppino und Tradate.

## Geschichte
Die Ortschaft wurde von den Langobarden gegründet, von denen zwei Inschriften gefunden wurden: eine in der Kirche Chiesa San Martino eingemauert und die andere auf den Stufen einer Treppe des Klosters. Aufgrund ihrer strategischen Lage gewann Cairate während der Barbareneinfälle an Bedeutung: Die Langobarden errichteten hier eine militärische Festung, die durch eine Straße entlang des Tals mit dem Castrum Castelseprio verbunden war, dessen Überreste in der nahe gelegenen Gemeinde Fagnano Olona gefunden wurden. Die Festung war über weite Strecken des Mittelalters ein Dreh- und Angelpunkt auf dem militärischen Schachbrett Norditaliens. Es waren die Langobarden selbst, insbesondere die Äbtissin Manigunda, die entscheidend zur wirtschaftlichen und politischen Entwicklung des Dorfes beitrugen. Cairate gehörte während des gesamten Spätmittelalters bis 1287 zum Contado del Seprio, während es in kirchlicher Hinsicht von der Langobardenzeit bis 1799 eine außerdiözesane Dependance des Bischofs von Pavia war.
Ende des 13. Jahrhunderts, mit der endgültigen Eroberung von Seprio durch die Mailänder, wurde Cairate Teil des Herrschaftsgebiets der Visconti und ab 1395 des Herzogtums Mailand, dessen Geschicke es in den kommenden Jahrhunderten begleiten sollte. Im 17. Jahrhundert, während der spanischen Herrschaft über das Herzogtum, gewährte Papst Gregor XIII. 1582 all jenen einen vollkommenen Ablass, die die Kirche Santa Maria besuchten: Die Gaben der Pilger wurden für den Bau der anderen Kirchen in Cairate verwendet: San Rocco, eine kleine Kapelle an der Ecke der heutigen Via Fornasari und Via Cairoli, San Pietro, die später vom Kloster an die Gemeinde verkauft wurde, und die Pfarrkirche Sant’Ambrogio. Im 17. Jahrhundert belehnte die spanische Regierung die Ländereien der Stadt mit Ausnahme derjenigen, die zum Kloster gehörten: Cairate ging in den Besitz von Giacomo Legnani über, dem sich das Familienoberhaupt unterwarf. Der der Unterwerfungsurkunde beigefügte Bericht zeigt ein Dorf ohne jegliches wirtschaftliches Einkommen, das sich im Vergleich zu früher in einem starken Niedergang befand: Die Gemeindeverwaltung hatte erhebliche Schulden angehäuft und war nicht mehr in der Lage, sich selbst zu versorgen, so dass Fleisch aus Gallarate und Weizen aus Fagnano Olona importiert werden mussten. Legnani regierte sein Lehen bis 1668, als er ohne Nachkommen starb und von Ippolito Turconi, einem Mitglied des alten Adels von Como, abgelöst wurde. Laut dem Grundbuch, das von den Spaniern während der Herrschaft von Maria Theresia im Herzogtum Mailand angelegt wurde, belief sich der Besitz des Klosters auf 2.282.460 Quadratmeter Land. Die wichtigsten Familien in der Gegend waren die Castiglioni, die de Cairate und die Visconti. Maria Theresia von Österreich zwang die Gemeinde, die Liegenschaften und Grundstücke der Gutsbesitzer zu veräußern, um den Gemeindehaushalt auszugleichen und unproduktive Flächen in Anbauflächen umzuwandeln, und zwar durch eine geschickte Politik der Begünstigung von Privatpersonen, von der auch das Kloster profitierte.
Nach der napoleonischen Zeit wurde Cairate, wie die gesamte Region, in das Königreich Lombardo-Venetien eingegliedert und während des Risorgimento von den Piemontesen erobert. Im 19. Jahrhundert kam es zu einem stetigen Bevölkerungswachstum mit dem Zuzug neuer Familien, wodurch die Bedeutung des Dorfes zunahm. In diesem Zusammenhang wurde 1869 beschlossen, Peveranza und Bolladello zu Cairate zusammenzulegen, die zu Weilern wurden. Im 20. Jahrhundert wurde die Industrie im Olonatal durch den Bau der Eisenbahnlinie, die durch das Tal von Castellanza nach Lonate Ceppino führte, neu belebt. Die Eisenbahnverbindung mit der Schweiz war jedoch nur von 1926 bis 1928 in Betrieb, was die Industrialisierung des Tals und von Cairate behinderte. Im Jahr 1930 wurden die Grundschulen gebaut. Im Jahr 1960 wurde die neue Pfarrkirche gebaut und 1965 wurde ein Viadukt errichtet, um die Verbindungen zwischen den Gebieten Gallarate und Tradate zu erleichtern.

## Bevölkerung

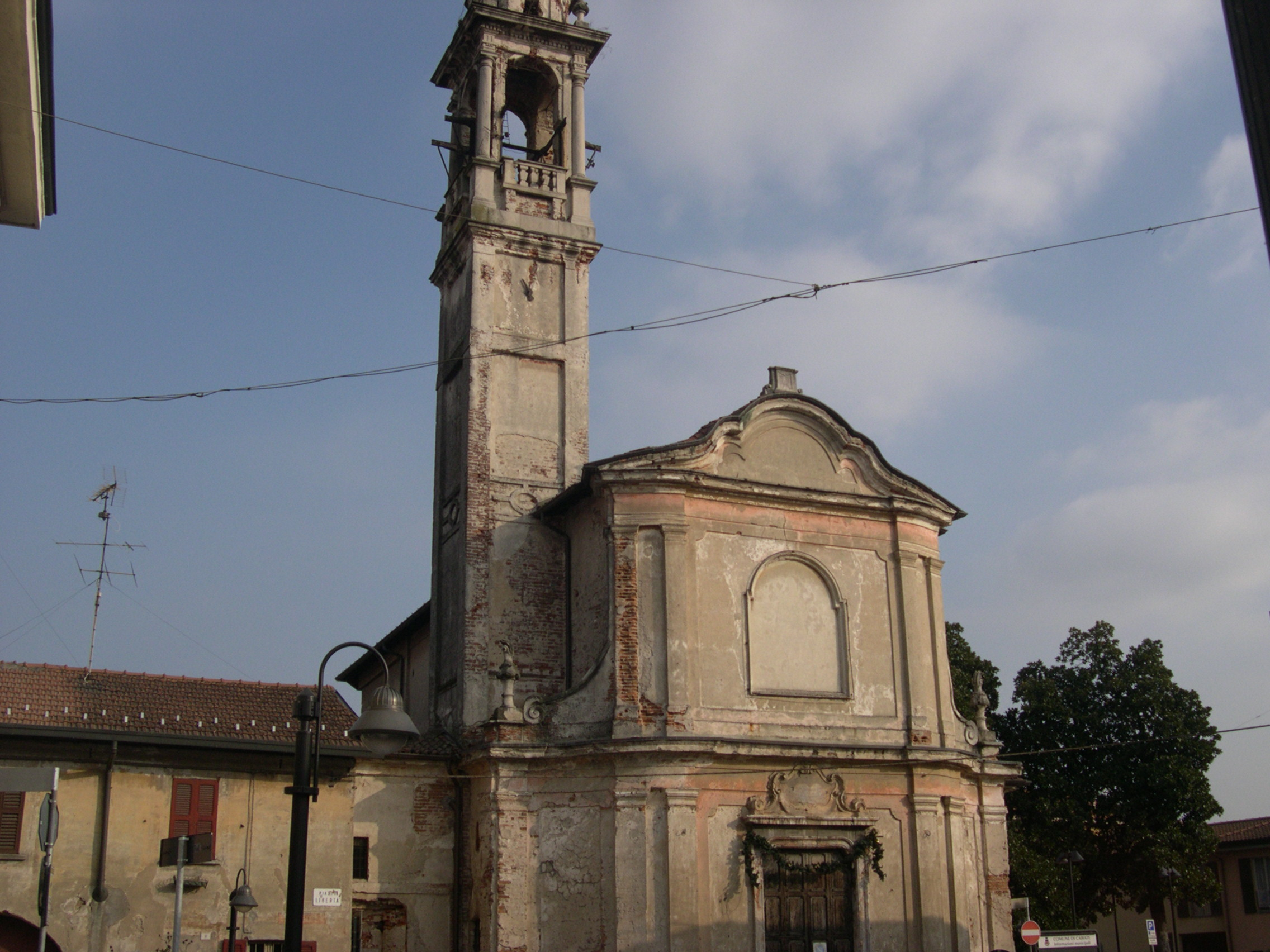
Pfarrkirche Sant’Ambrogio

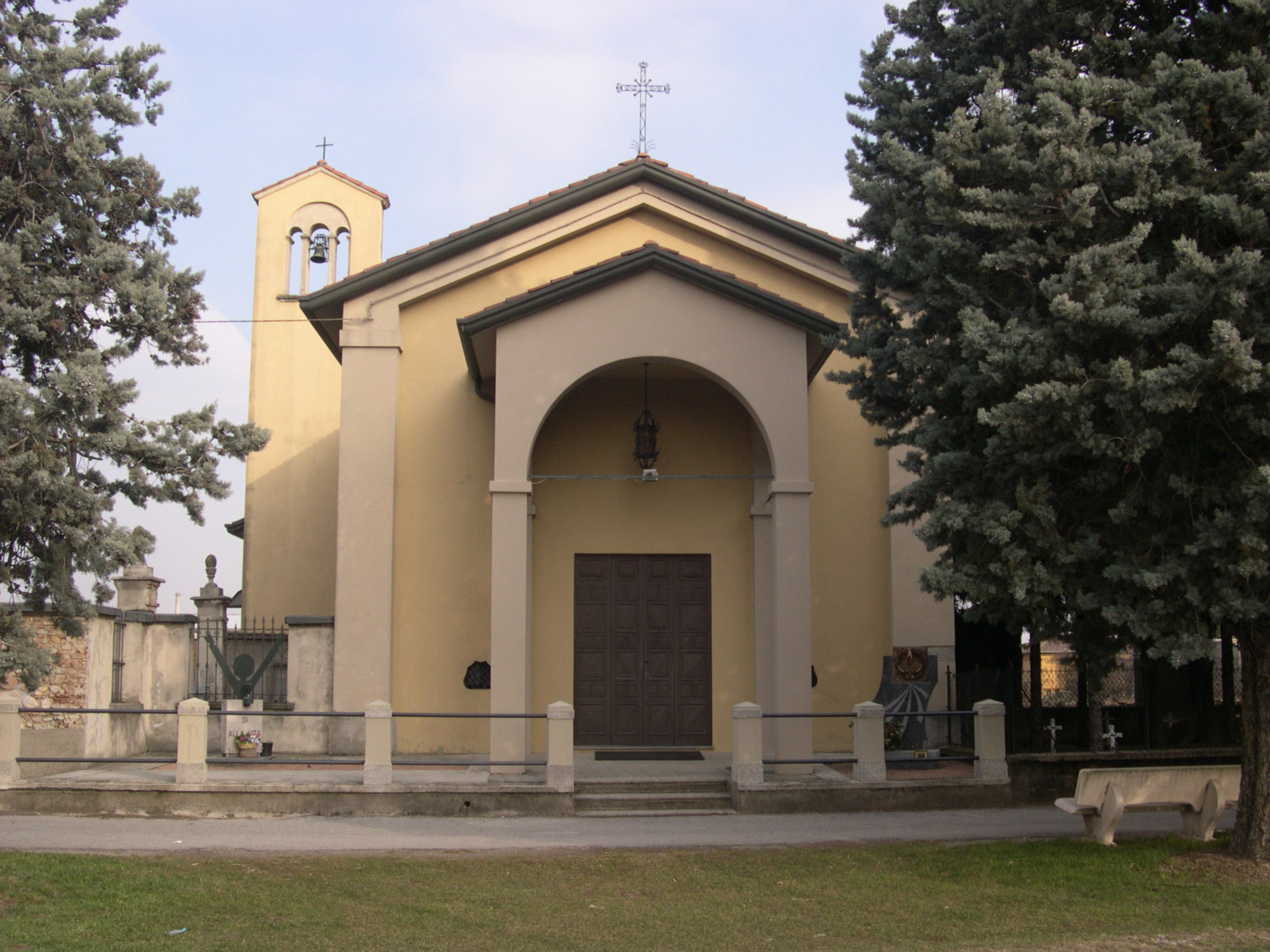
Kirche San Martino

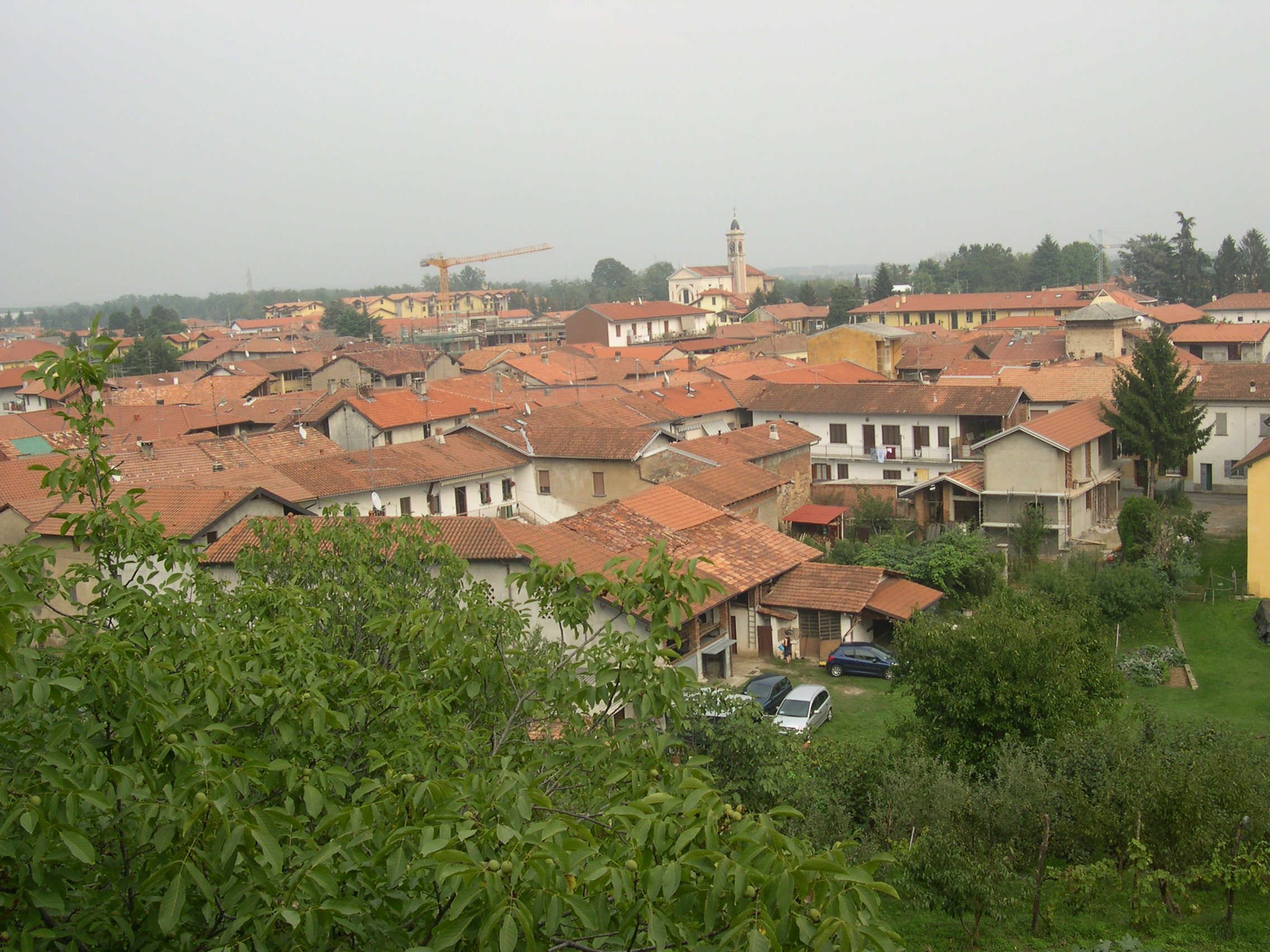
Fraktion Bolladello

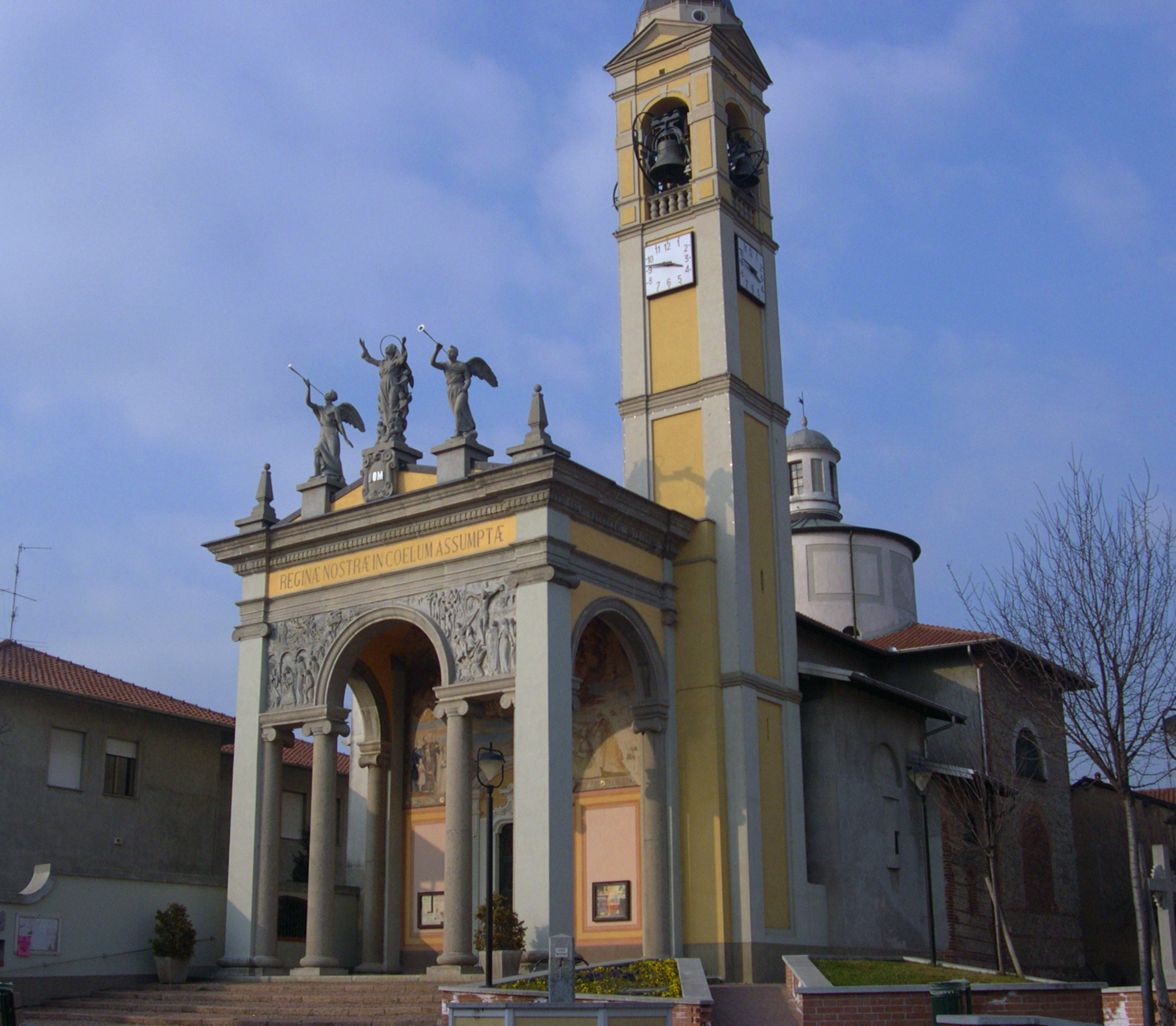
Kirche Santa Maria Assunta im Ortsteil Peveranza

| Bevölkerungsentwicklung | Bevölkerungsentwicklung | Bevölkerungsentwicklung | Bevölkerungsentwicklung | Bevölkerungsentwicklung | Bevölkerungsentwicklung | Bevölkerungsentwicklung | Bevölkerungsentwicklung | Bevölkerungsentwicklung | Bevölkerungsentwicklung | Bevölkerungsentwicklung | Bevölkerungsentwicklung | Bevölkerungsentwicklung | Bevölkerungsentwicklung |
| ----------------------- | ----------------------- | ----------------------- | ----------------------- | ----------------------- | ----------------------- | ----------------------- | ----------------------- | ----------------------- | ----------------------- | ----------------------- | ----------------------- | ----------------------- | ----------------------- |
| Jahr                    | 1751                    | 1805                    | 1853                    | 1859                    | 1881                    | 1901                    | 1921                    | 1951                    | 1971                    | 1991                    | 2001                    | 2011                    | 2021                    |
| Einwohner               | 609                     | 809                     | 1285                    | 1397                    | 2831                    | 2960                    | 3494                    | 4625                    | 7027                    | 6969                    | 7301                    | 7830                    | 7666                    |

## Verkehr
Die frühere Bahnstrecke der Valmoreabahn von Castellanza nach Mendrisio (Tessin, Schweiz) wurde 1928/1977 geschlossen. Teile der Strecke sind wieder eröffnet worden. Diese endet aber bereits in Malnate. Eine Wiedereröffnung bis Cairate ist nicht geplant.

## Sehenswürdigkeiten
- Klosterkirche Santa Maria Assunta, mit Fresko des Malers Aurelio Luini (1560) und Kloster Santa Maria Assunta (8. Jahrhundert–1799) im Ortsteil Peveranza[2]
- Pfarrkirche Sant’Ambrogio.
- Kirche Santi Pietro e Stefano.

## Persönlichkeiten
- Gianpiero Macchi (* 1941), Radrennfahrer